# I Can't Explain/Bald Headed Woman
I Can't Explain/Bald Headed Woman è il primo singolo degli The Who, pubblicato nel 1964 negli Stati Uniti e nel 1965 in Gran Bretagna. Il brano del lato A, I Can't Explain, occupa la posizione n. 372 nella classifica delle 500 migliori canzoni di tutti i tempi della rivista Rolling Stone. Fu il primo singolo pubblicato dal gruppo con il nuovo nome, "The Who", dopo che avevano pubblicato il loro precedente singolo d'esordio, I'm the Face/Zoot Suit, come "The High Numbers"

## Storia
Il disco venne pubblicato nel dicembre 1964 negli Stati Uniti e il 15 gennaio 1965 nel Regno Unito. Le prime copie per il mercato USA uscirono erroneamente intitolate Can't Explain e poi successivamente ristampato correttamente.
Nel brano I Can't Explain, come confermato dallo stesso Townshend, nacque ispirato a uno dei brani più celebri dei Kinks, You Really Got Me. Nel maggio 1974 durante una intervista alla rivista Creem, Jimmy Page affermò di aver suonato la chitarra ritmica nel brano come session man e la cosa fu confermata in seguito dallo stesso Pete Townshend e dal produttore Shel Talmy e Roger Daltrey, intervistato per il volume "Play on: power pop heroes" di Ken Sharp, ha confermato la presenza di Page alla chitarra spiegando che venne scelto in quanto il produttore Shel Talmy era convinto che Townshend non fosse abbastanza bravo a suonare gli assoli e, dato che all'epoca non era possibile fare sovraincisioni nello studio di registrazione e quindi un pezzo veniva registrato in diretta, venne chiamato a suonare Page che era all'epoca un noto turnista. Secondo altri però, il contributo di Page non finì nella registrazione finale del brano che uscì su singolo.
Secondo quanto ricordato da John Entwistle nel 1987, anche nel brano Bald Headed Woman prese parte Jimmy Page in quanto all'epoca era l'unico ad avere la fuzz box, una strumentazione per distorcere il suono della chitarra.
Entrambi i brani sono stati ripubblicati in diversi album: il primo nella raccolta Meaty Beaty Big and Bouncy del 1971 mentre il secondo in Two's Missing del 1987.

## Tracce
Lato A
1. I Can't Explain – 2:04 (Pete Townshend)

Lato B
1. Bald Headed Woman – 2:12 (Tradiz. arrang. Shel Talmy)

## Musicisti
- Roger Daltrey – voce
- John Entwistle – basso
- Keith Moon – batteria
- Pete Townshend – chitarra a 12 corde
- Jimmy Page – chitarra ritmica
- The Ivy League – coro
- Perry Ford – pianoforte

## Cover
- Gli Scorpions nel 1989 reinterpretarono la canzone per il loro album compilation Best of Rockers 'n' Ballads. La loro versione venne pubblicata come singolo dalla Polydor Records, e raggiunse la posizione numero 5 nella classifica Mainstream Rock Tracks.
- Una cover italiana dal titolo Con quella voce è stata incisa da Gli Uragani nel 1966.
- Un estratto del brano viene eseguito da Elton John nella sua cover di Pinball Wizard nella colonna sonora del film Tommy del 1975.
- David Bowie ne incise una versione per il suo album di cover intitolato Pin Ups del 1973.
- Yvonne Elliman nel 1973.
- I Clash citarono il riff di I Can't Explain per le loro canzoni Clash City Rockers e Guns on the Roof.[senza fonte]
- Gli You Am I come b-side del loro singolo Berlin Chair del 1994.
- Fatboy Slim campionò il riff principale di chitarra della versione di Yvonne Elliman per il brano Going Out of My Head del 1997.
- I The Hives utilizzarono un riff simile per il loro singolo del 2004 Walk Idiot Walk.
- I Chapter24 utilizzarono un riff simile per la loro canzone Song That Dies Too Much del 2006.
- La band brasiliana Ultraje a Rigor sull'album Acústico MTV Ultraje a Rigor del 2005. Il brano venne reintitolato per l'occasione Eu Não Sei ("I Don't Know").
- Nel 2008, gli Incubus reinterpretarono la canzone per VH1 Honors The Who.